# Ludacris
Ludacris, pseudonimo di Christopher Brian Bridges (Champaign, 11 settembre 1977), è un rapper e attore statunitense naturalizzato gabonese.
Ha venduto oltre 11 milioni di dischi negli Stati Uniti e oltre 15 milioni in tutto il mondo. È anche uno dei rapper con più singoli nella 1ª posizione della Billboard Hot 100.
Inoltre è noto per aver interpretato Tej Parker nella saga di Fast & Furious.

## Biografia
Entra dodicenne nella band Loudmouth Hooligans ma lascia l'anno successivo per motivi di studio: si trasferisce ad Atlanta e frequenta il College Park's High School, poi inizia a condurre un programma radiofonico per Hot 97.5. Produce il suo primo album, Incognegro, grazie alla Disturbing Tha Peace Entertainment. L'LP finisce con uscire con un altro nome Back For The First Time con il singolo What's Your Fantasy, che vende 30 000 copie in tre mesi: il successo lo porta a firmare un contratto con la Def Jam South nel 2000. Ludacris produce molti singoli di successo come Southern Hospitality, prodotto dai The Neptunes, Phat Rabbit prodotto da Timbaland, Area Codes in collaborazione con Nate Dogg, Rollout (My Business) prodotto da Timbaland, Saturday (Oooh Oooh) prodotto dagli Organized Noize, Move Bitch in collaborazione con Mystikal, e I-20, prodotto da KLC e utilizzato come colonna sonora del film con Will Smith Hancock, seppur in versione ampiamente censurata.
Il suo secondo album per la Def Jam, Word Of Mouf, viene pubblicato nel 2001, e rimane per diverse settimane in cima alle classifiche di vendita. Collabora con Missy Elliott e Trina nel brano One Minute Man e con Jermaine Dupri in Welcome to Atlanta. Nel 2002 realizza l'album Golden Grain in collaborazione con il suo gruppo Disturbing Tha Peace. Recita nel film 2 Fast 2 Furious insieme a Tyrese e Jin ad ottobre del 2003 pubblica Chicken-N-Beer, suo quarto album con singolo Stand Up; nello stesso anno esce Def Jam Vendetta, dove appare come personaggio giocabile.
Nel 2004 collabora con Usher per Yeah! insieme a Lil Jon: il singolo si rivela una hit mondiale, arrivando alla prima posizione in numerosi paesi e rimanendo al primo posto della classifica americana per 12 settimane, e fa ottenere a Ludacris il suo primo Grammy Award alla miglior collaborazione con un artista rap. Nel settembre dello stesso anno Ludacris partecipa anche nel videogioco Def Jam: Fight for NY. A dicembre esce il suo nuovo LP, The Red Light District anticipato dal singolo Get Back, un primo singolo che riscuote un grande successo. Ludacris registra anche il remix rock con i Sum 41. In seguito sono usciti anche altri singoli da questo album come Number One Spot, con la quale ha vinto anche ai Video Music Awards del 2004 come miglior video hip hop. Un altro successo sfornato da The Red Light District è Pimpin' All Over The World con il nuovo componente della DTP: Bobby V.
Nel dicembre 2005 pubblica il secondo album con la Disturbing Tha Peace chiamato Ludacris presents: Disturbing Tha Peace. Tra le sue canzoni nell'album c'è Sweet Revenge e featuring con altri artisti. Nel 2006 la Disturbing Tha Peace fa dei nuovi acquisti: Field Mob e Shareefa. Luda collabora con loro nei singoli Smilin' e Need A Boss. Il 26 settembre esce il suo quinto album Release Therapy ed il primo singolo è Money Maker con Pharrell Williams. L'album ottiene un ottimo successo arrivando al primo posto degli album più venduti nella prima settimana, guadagnando un disco di platino e vincendo un Grammy Award come Best Rap Album ai Grammy Awards del 2007; nello stesso anno Money Maker vince un Grammy come Best Rap Song. Ancora nel 2007 Ludacris accetta di diventare un personaggio giocabile in Def Jam: Icon, e anche qui presta la propria voce nell'omonimo personaggio.

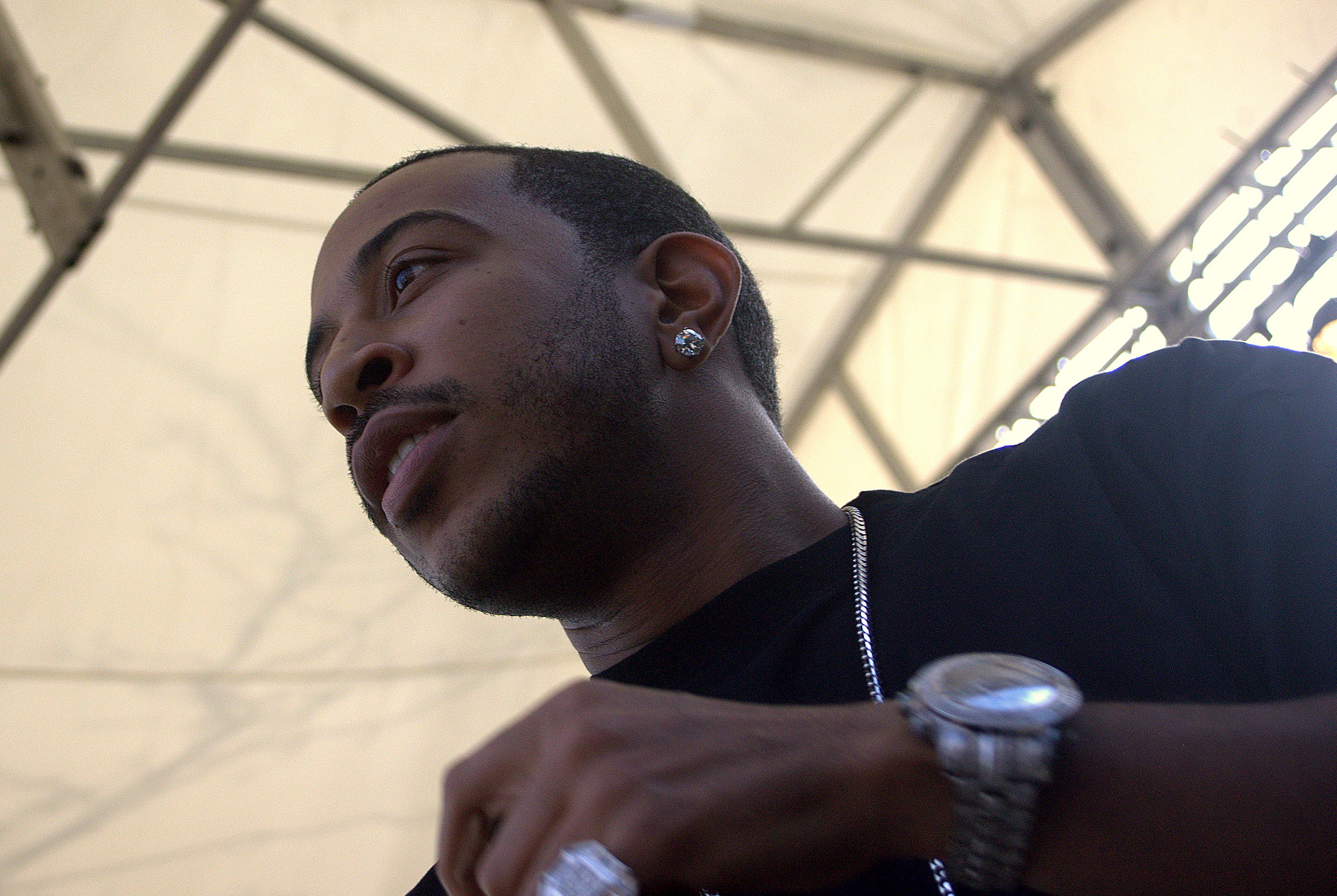
Ludacris nel 2009

Il 24 novembre 2008 esce il suo sesto album Theater of the Mind, il cui primo singolo è What Them Girls Like in collaborazione con Chris Brown e Sean Garrett; nell'album ci sono collaborazioni come Lil Wayne, T.I., The Game, Jay-Z, Nas e perfino il regista Spike Lee e il comico Chris Rock. Nel 2009 partecipa al film Max Payne nel ruolo di Jim Bravura. A gennaio collabora con il cantante Rhythm and blues Jesse McCartney per la versione remix del brano How Do You Sleep? e con Justin Bieber in Baby, canzone che ottiene un ottimo successo non solo in Europa ma anche nel resto del mondo, arrivando nel 2014 ad ottenere con il video più di un miliardo di visualizzazioni.
Nel 2011 riprende il suo ruolo del meccanico esperto nel film Fast & Furious 5, a fianco di Vin Diesel, Paul Walker. Con lui, compaiono anche altri attori dai precedenti capitoli, come Tyrese Gibson del già citato 2 Fast 2 Furious. Torna a recitare anche in Fast & Furious 6 (2013), Fast & Furious 7 (2015), Fast & Furious 8 (2017), Fast & Furious 9 (2021) e Fast X (2023); nel 2012 collabora di nuovo con Justin Bieber nella canzone All Around The World contenuta nell'album Believe. Nel 2015 collabora con il team di Forza Motorsport per prestare la sua voce nell'espansione del videogioco di corse Forza Horizon 2, intitolata Forza Horizon 2 Presents: Fast & Furious.

## Discografia

### Album da solista
- 1999 - Incognegro
- 2000 - Back for the First Time
- 2001 - Word of Mouf
- 2003 - Chicken-n-Beer
- 2004 - The Red Light District
- 2006 - Release Therapy
- 2008 - Theater of the Mind
- 2010 - Battle of the Sexes
- 2015 - Ludaversal

### Con Disturbing tha Peace
- 2002 - Golden Grain
- 2005 - Ludacris Presents: Disturbing tha Peace

### Mixtape
- 2006 - DJ Wally Sparks & Ludacris - Southern Conference Part 1
- 2006 - DJ Green Lantern & Ludacris - Pre-Release Therapy
- 2008 - DJ Drama & Ludacris - The Prewiew
- 2012 - Ludacris ft. Usher & David Guetta - Rest Of My Life
- 2013 - IDGAF Mixtape

## Filmografia

### Cinema
- The Wash, regia di DJ Pooh (2001)
- 2 Fast 2 Furious, regia di John Singleton (2003)
- Crash - Contatto fisico (Crash), regia di Paul Haggis (2004)
- Hustle & Flow - Il colore della musica (Hustke & Flow), regia di Craig Brewer (2005)
- Katt Williams: American Hustle (American Hustle), regia di Brit McAdams (2007)
- Fred Claus - Un fratello sotto l'albero (Fred Claus), regia di David Dobkin (2007)
- RocknRolla, regia di Guy Ritchie (2008)
- Max Payne, regia di John Moore (2008)
- Gamer, regia di Mark Neveldine e Brian Taylor (2009)
- Fast & Furious 5 (Fast Five), regia di Justin Lin (2011)
- Justin Bieber: Never Say Never, regia di Jon M. Chu (2011)
- Capodanno a New York (New Year's Eve), regia di Garry Marshall (2011)
- Amici, amanti e... (No Strings Attached), regia di Ivan Reitman (2011)
- Fast & Furious 6 (Furious 6), regia di Justin Lin (2013)
- Fast & Furious 7 (Furious 7), regia di James Wan (2015)
- Demi Lovato: Simply Complicated, regia di Hannah Lux Davis (2017)
- Fast & Furious 8 (The Fate of the Furious), regia di F. Gary Gray (2017)
- Show Dogs - Entriamo in scena (Show Dogs), regia di Raja Gosnell (2018)
- The Ride - Storia di un campione (The Ride), regia di Alex Ranarivelo (2018)
- Fast & Furious 9 - The Fast Saga (F9: The Fast Saga), regia di Justin Lin (2021)
- End of the Road, regia di Millicent Shelton (2022)
- Fast X, regia di Louis Leterrier (2023)
- Scivolando sulla neve (Dashing Through The Snow), regia di Tim Story (2023)

### Televisione
- Soul Food – serie TV, episodio 3x01 (2002)
- Eve – serie TV, episodio 2x22 (2005)
- Law & Order - Unità vittime speciali (Law & Order: Special Victims Unit) – serie TV, episodi 7x18, 8x22 (2006-2007)
- I Simpson (The Simpsons) – serie animata, episodio 18x22 (2007)
- Robot Chicken – serie animata, episodio 3x18 (2008)
- When I Was 17 – programma televisivo, episodio 1x02 (2010)
- Being Mary Jane – serie TV, episodio 1x05 (2014)
- Empire – serie TV, episodio 2x02 (2015)
- Dottoressa Peluche (Doc McStuffin) – serie animata, episodio 4x21 (2017)

## Doppiatori italiani
Nelle versioni in italiano delle opere in cui ha recitato, Ludacris è stato doppiato da:
- Oreste Baldini in 2 Fast 2 Furious, Fast & Furious 5, Fast & Furious 6, Fast & Furious 7, Fast & Furious 8, Fast & Furious 9 - The Fast Saga, Fast X
- Roberto Gammino in Crash - Contatto fisico, Scivolando sulla neve
- Davide Lepore in Fred Clause - Un fratello sotto l'albero, RocknRolla
- Alessandro Ballico in Gamer, Capodanno a New York
- Francesco Cavuoto in Amici, amanti e...
- Andrea Lavagnino in The Ride - Storia di un campione
- Alberto Angrisano in Law & Order - Unità vittime speciali
- Massimo Rossi in Max Payne
- Alessandro Quarta in End of the Road

Da doppiatore è sostituito da:
- Giampaolo Morelli in Show Dogs - Entriamo in scena
- Alessandro Ballico ne I Simpson